# Herforder Straße
Die Herforder Straße war eine als Hellweg bezeichnete Altstraße, welche von Herford kommend den Frankfurter Weg in Exter und Wehrendorf kreuzte und zum Weserübergang zwischen Rinteln und Hameln führte. Vermutlich wurden auch Altstraßen westlich von Herford so genannt. Der genaue Umfang dieses Teilstückes einer Altstraße von Braunschweig und Hildesheim über Herford nach Osnabrück und Münster ist noch nicht gänzlich durch die Lokalforschung erschlossen.

## Verlauf
Die Herforder Straße nahm ihren Ausgang an der Doppelfurt von Aa und Werre in Herivurth (Herford) und führte über den Steinweg am Luttenberg vorbei. Über den Kirchweg ging es parallel zur heutigen Vlothoer Straße in noch heute sichtbaren Hohlwegsträngen vorbei am Stuckenberg nach Welsinckthorpe auf dem Gebiet des heutigen Herforder Stadtteils Schwarzenmoor. In der Nähe dieser Wüstung erinnert noch der Straßenname "Auf dem Hellwege" an den alten Verlauf neben der heutigen Bundesautobahn 2.
In Exterde (Exter) kreuzte die Herforder Straße die westliche Route des Frankfurter Weges und nahm auch eine Straße vom wichtigen Weserhafen Vlotho auf, über den große Teile des Handels von Herford abgewickelt wurden. Herford nahm seit 1295 an hansischen Aktivitäten teil und wurde 1342 Hansestadt. Seit spätestens 1457 bestehende Pläne zum Ausbau der Werre von Herford in Richtung Weser zur Wasserstraße wurden nie realisiert.
Von Exter aus ging es über die Valdorfer Bauerschaft Halvessenen (Hollwiesen) nach Wirincthorp (Wehrendorf), wo sich die Kreuzung mit der östlichen Route des Frankfurter Weges befand. Der noch heute teilweise existierende Hohlweg zwischen Exter und Wehrendorf trägt den alten Namen "Herforder Straße". Für das Jahr 1556 ist in Wehrendorf eine Landzollstelle des Herzogs Wilhelm V. von Jülich-Kleve-Berg belegt, der auch wie zuvor schon sein Vater Johann III. Graf von Mark und Ravensberg war. Dieselbe Quelle bezeichnet die Herforder Straße als Helweg (Hellweg). Nachfahren des damaligen Untervogtes Johan Kriger leben nach wie vor in Wehrendorf im Bereich der heutigen Waddenbergstraße, wo sich vermutlich auch diese Zollstation befand. Da sich bereits um 900 ein sakrales Gebäude in dem Ort befand, der zugleich auch Vogtei und Kirchspiel war, wird zu jener Zeit die kleine, auch als Kapelle bezeichnete Kirche der Mittelpunkt des lokalen Wegesystems gewesen sein.
Über die ebenfalls zu Valdorf gehörige Bauerschaft Suttmereshusen (Südmersen) und die Ortschaften Bentorff (Bentorf), Langhenholthusen (Langenholzhausen) und Molenbeke (Möllenbeck) ging es an die Weserfurt zwischen Rinteln und Hameln. In Südmersen wurde 1694 die Bezeichnung „Straatkamp“ für ein Feld an der damaligen Herforder Straße verwendet.
Alternativ zu diesem Höhenweg existierte auch eine Altstraße von Herford über Salzuflen und Lemgo nach Hameln durch die Täler der Werre und Bega zur Weser.

## Geschichte
Herford entstand um 789 an der Doppelfurt über Aa und Werre, welche dadurch zum Schnittpunkt der überregional bedeutenden Straße von der Porta Westfalica zum Bielefelder Pass und der Herforder Straße geworden war. Um 800 wurde wegen dieser exponierten Verkehrslage hier auch das älteste Damenstift Alt-Sachsens gegründet, welches vermutlich bereits um 833 eines der ältesten deutschen Markt-, Münz- und Zollrechte erhielt. Die sich daraufhin entwickelnde Kaufmannsiedlung belebte den Verkehr auf der Herforder Straße noch weiter. In der ersten Hälfte des 10. Jahrhunderts gab es mit der Herforder Vision die nördlichste Marienerscheinung im deutschen Raum. Nach der deswegen 1011 durch den Paderborner Bischof Meinwerk erfolgten Gründung der Marienkirche direkt an der Altstraße auf dem Luttenberg setzte eine Wallfahrtsbewegung ein, welche Herford im Mittelalter zu einem wichtigen Sammelpunkt auch der Jakobspilger machte. Ein bedeutender Jakobspilger aus dem Bereich des heutigen Westfalen war 1174/75 Bischof Anno von Landsberg, (auch Anno von Minden genannt). Durch die Bedeutung der Reliquien der Heiligen Pusinna in der Attraktivität noch erhöht, entfaltete Herford ein mit dem von Köln vergleichbares sakrales Leben. Fast alle damaligen klösterlichen Orden gründeten deswegen hier eine geistliche Niederlassung. Von Herford nahmen die aus dem Norden über die Kölner Straße oder aus dem Osten über die Herforder Straße kommenden Händler und Pilger den Weg in Richtung Osnabrück (westliche Herforder Straße), Paderborn oder Soest (südwestliche Kölner Straße) auf. In Bielefeld fanden sie im heutigen Brackwede den niedrigsten Pass über den Osning, den Teutoburger Wald, in Rheda-Wiedenbrück eine befestigte Brücke über die Ems, die auch mit Fuhrwerken passierbar war.
Vermutlich durch die Gründung der Herforder Neustadt im Jahre 1224 verlagerte sich die Altstraße auf die heutige Bismarckstraße und führte durch das Lübbertor. Herford war damals eine der am besten befestigten deutschen Städte mit fünf Stadttoren und 14 Türmen.
Die kaufmännische Tätigkeit Herfords erstreckte sich früh im gesamten Hanseraum. Auch die Verbindungen nach Westen über die westliche Herforder Straße nach Flandern waren bedeutsam. Besonders wichtig waren die Tuchproduktion (seit dem 13. Jahrhundert) und der Handel damit. Im Herforder Rechtsbuch von etwa 1375 werden zahlreiche Gilden und Zünfte erwähnt.

## Legende
Es soll einen unterirdischen Gang an der Herforder Straße in den Luttenberg gegeben haben. Der Legende nach hätte er beim Kantorenhaus der Herforder Marienkirche begonnen. Dort hätte eine goldene Wiege gestanden, in welcher eine verwunschene Prinzessin ihr Kind wiegte. Man konnte bei schönem Wetter, wenn man das Ohr auf die Erde legte und horchte, ihr Singen hören. Ob diese Legende auf einem historischen Kern beruht, ist unbekannt.